# Willa „Rialto”
Willa „Rialto” – budynek mieszkalny w Zakopanem przy ul. Chałubińskiego 5, wzniesiony w latach 1897–1898 w stylu zakopiańskim, według projektu Stanisława Witkiewicza.

## Historia
Willa została wybudowana dla Teresy Zagórskiej; pracami ciesielskimi zajmowali się Wojciech Roj oraz Władysław Obrochta. W 1898 z powodów zdrowotnych właścicielka sprzedała budynek dr. Marianowi Hawrankowi, który założył tu pierwsze w Galicji sanatorium dla gruźlików. Po II wojnie światowej willa pełniła różne funkcję, działał tutaj m.in. Zakład Ubezpieczeń Społecznych. W 2005 obiekt gruntownie wyremontowano. Obecnie znajdują się w nim mieszkania komunalne.

## Architektura
Budynek założony na rzucie nieregularnym, jest częściowo podpiwniczony i piętrowy, na wysokiej kamiennej podmurówce. Drewniany, konstrukcji zrębowej, tynkowany, z dachem półszczytowym krytym gontem, z charakterystycznymi otwarciami. Do elewacji południowo-zachodniej dostawiono werandę, która zajmuję ¾ parteru. Na piętrze w trzech elewacjach znajdują się balkony. Elewacja południowo-wschodnia jest symetryczna, osiowa, z facjatką; pozostałe – niesymetryczne.
Willa charakteryzuje się typowym dla stylu zakopiańskiego bogatym detalem architektonicznym. Balustrada werandy ora balkonów pokryta jest ornamentalnymi dekoracjami w formie wici roślinnej na deskowaniu. Szczyty ozdobione są motywami słoneczka i pazdurami.